# Національний університет «Запорізька політехніка»
Національний університет «Запорізька політехніка» — провідний державний заклад вищої освіти на Південному Сході України. Найстаріший університет регіону, заснований 1900 року.
Рішенням Міністерства освіти і науки України університету надано ліцензію на провадження освітньої діяльності на першому (бакалаврському), другому (магістерському) та третьому (освітньо-науковому/освітньо-творчому) рівнях вищої освіти. У 2022 р. університет здійснював підготовку за 41 спеціальністю 20 галузей знань.

## Історія університету
Історія закладу освіти розпочалася 1900 року. Саме тоді у повітовому місті Олександрівськ (з 1921 року — Запоріжжя) було створено перше в Україні середнє семикласне механіко-технічне училище, яке готувало висококваліфікованих техніків-механіків для промислових підприємств. Директором училища був інженер і педагог Денис Поддєрьогін, який очолював його протягом 18 років.
Одночасно з навчальною роботою здійснювалося будівництво основних приміщень. Були споруджені головний триповерховий корпус (нині — головний), а також майстерні, гімнастичний павільйон, житлові будинки для співробітників. У навчальному корпусі розмістилися аудиторії, фізичні і механічні кабінети, лабораторії, актова зала, магазин з продажу готових виробів.
Наприкінці першого десятиріччя XX століття в училищі одночасно навчалися 240 осіб. Його випускники успішно працювали на машинобудівних підприємствах, що сприяло підвищенню авторитету та визнанню училища. Його вважали одним з найкращих не лише в Україні, але й в Європі.
У 1920 році училище реорганізоване у Запорізький індустріальний технікум з чотирирічним навчанням (з правами вишу). З листопада 1922 року відповідно до нової системи народної освіти в Україні (до 1930 року) технікум був навчальним закладом, який готував інженерів-механіків для сільгоспмашинобудування та інженерів для машинобудування. Чимало випускників технікуму стали відомими спеціалістами промисловості, державними діячами.
У 1930 році технікум був перетворений на інститут сільгоспмашинобудування, який готував інженерів за чотирма спеціальностями: тракторна і сільськогосподарська справа, обробка металів і ливарна справа.
Впродовж наступних 10 років дипломи інженерів в інституті одержали 782 особи, які надалі працювали на запорізьких заводах — комбайновому, моторобудівному та інших. Випускники тих років добрим словом згадували викладачів — М. М. Івлева, Л. А. Унгера, В. О. Жубрицького, доцентів О. І. Гурвича, О. Г. Діденка, В. В. Мартиненка, Б. С. Натапова, Л. Г. Ісакова, Г. О. Яковенка.
У важкі роки війни понад 500 студентів і викладачів вишу пішли на фронт, понад 300 студентів і викладачів були відзначені за виявлені ними героїзм і мужність бойовими орденами і медалями. Понад 50 українських воїнів не повернулися додому з війни: офіцери — артилеристи Григорій Бобров та Микола Іванченко, льотчик-винищувач Олексій Козачков, рядові Віктор Божко та Анатолій Артюх та інші.
У 1941 році інститут був евакуйований до міста Барнаул Алтайського краю, продовжував там готувати фахівців для народного господарства. А згодом на базі запорізького інституту створили Алтайський політехнічний інститут.
У 1944 році, після визволення Запоріжжя від німецько-фашистських загарбників, був створений Запорізький автомеханічний інститут, який через три роки став Запорізьким інститутом сільськогосподарського машинобудування, а 1955 року перейменований на машинобудівний інститут. 1980 року за велику роботу з підготовки кадрів для народного господарства виш нагороджено орденом «Знак пошани». З 1930 до 1995 року виш підготував понад 41 тисячу інженерів, з них 825 — для іноземних країн. У 1961 році інституту було присвоєно ім'я Власа Яковича Чубаря.
Вагомий внесок у розвиток авіаційної промисловості зробив випускник вишу колишній директор ВО «Моторобудівник» Герой Соціалістичної Праці, доктор технічних наук, професор Василь Омельченко.
Зважаючи на вагомий внесок інституту у підготовку інженерних кадрів для Запорізького регіону, а також високий рівень науково-педагогічного потенціалу, матеріально-технічної і навчально-методичної бази, за постановою Кабінету Міністрів України від 20 квітня 1994 року на базі машинобудівного інституту створено технічний університет.
У серпні 2001 року Указом Президента України університету надано статус «національного».
26 червня 2019 року на фасаді центрального корпусу вишу відкрили гранітну табличку трьома мовами «Національний університет „Запорізька політехніка“». В ході святкового заходу з флагштока спустили прапор Запорізького національного технічного університету, який віднині зберігається в музеї університету. Замість нього над технічним університетом замайорів прапор «Запорізька політехніка». З нагоди перейменування університету на території установи відкритий парк «Політехнічний».
За час існування вишу було підготовлено понад 67 тисяч фахівців, серед яких приблизно 1000 — для країн Азії, Африки, Європи, Латинської Америки. Станом на початок 2000-х в університеті навчалося 10,8 тисяч студентів — найбільша кількість за всю історію вищого навчального закладу. Підготовка професіоналів тоді проводилася за 38 спеціальностями.

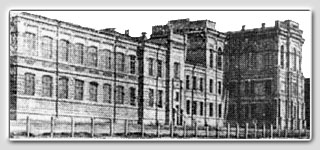
Головний корпус університету, 1924 рік
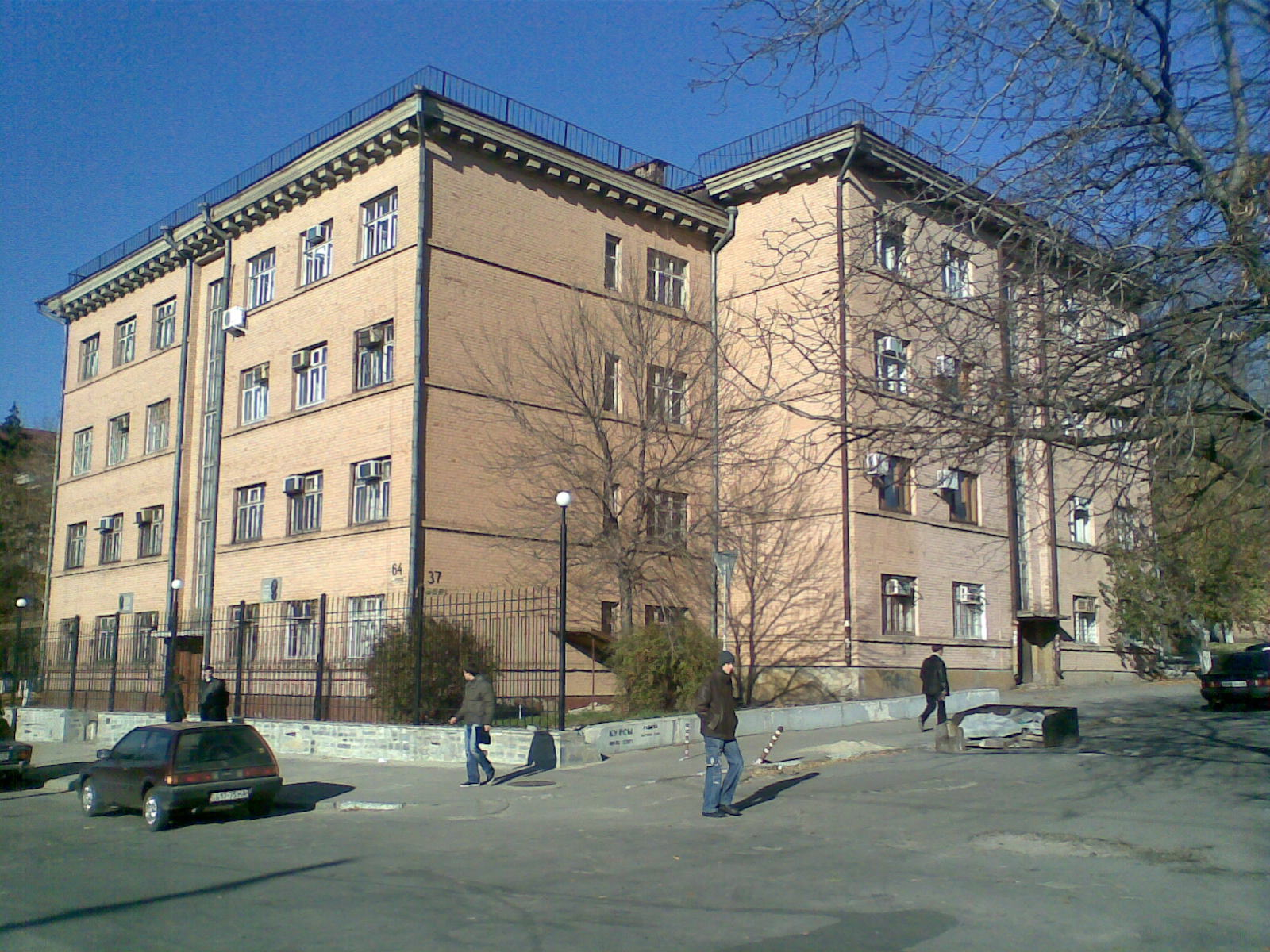
Головний корпус збоку, 2008 рік
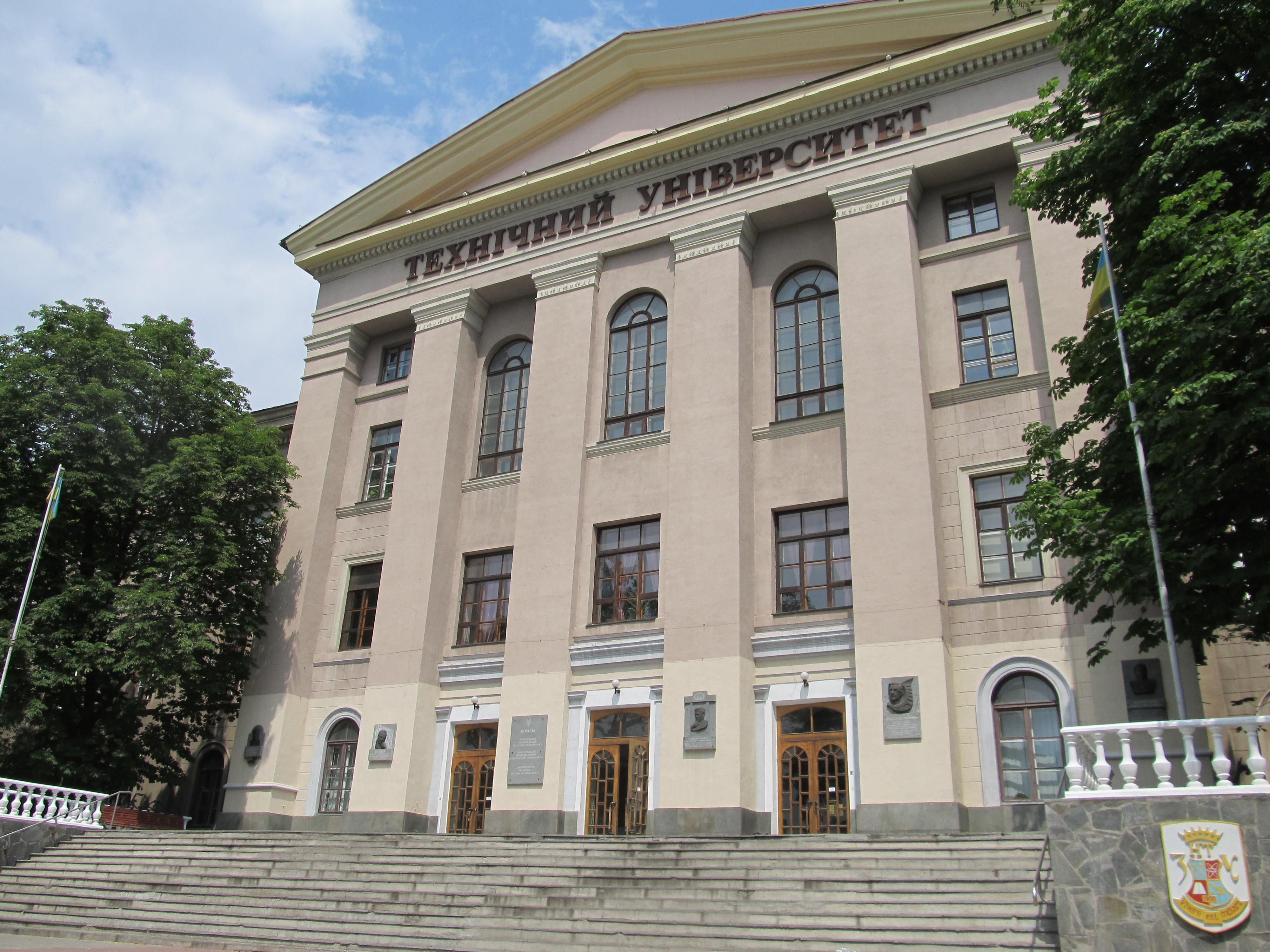
Фасад головного корпусу, 2013 рік
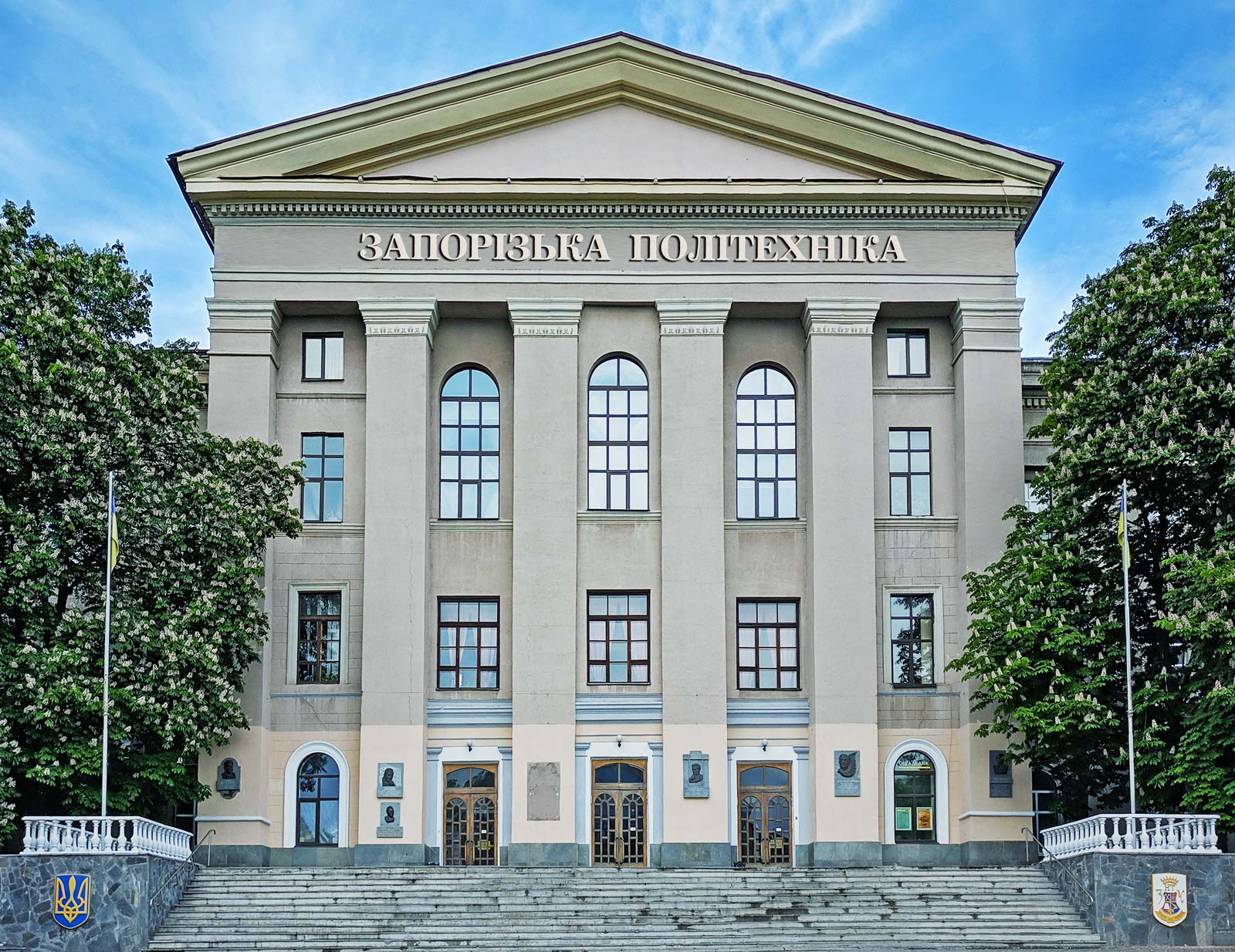
Фасад корпусу, 2020 рік
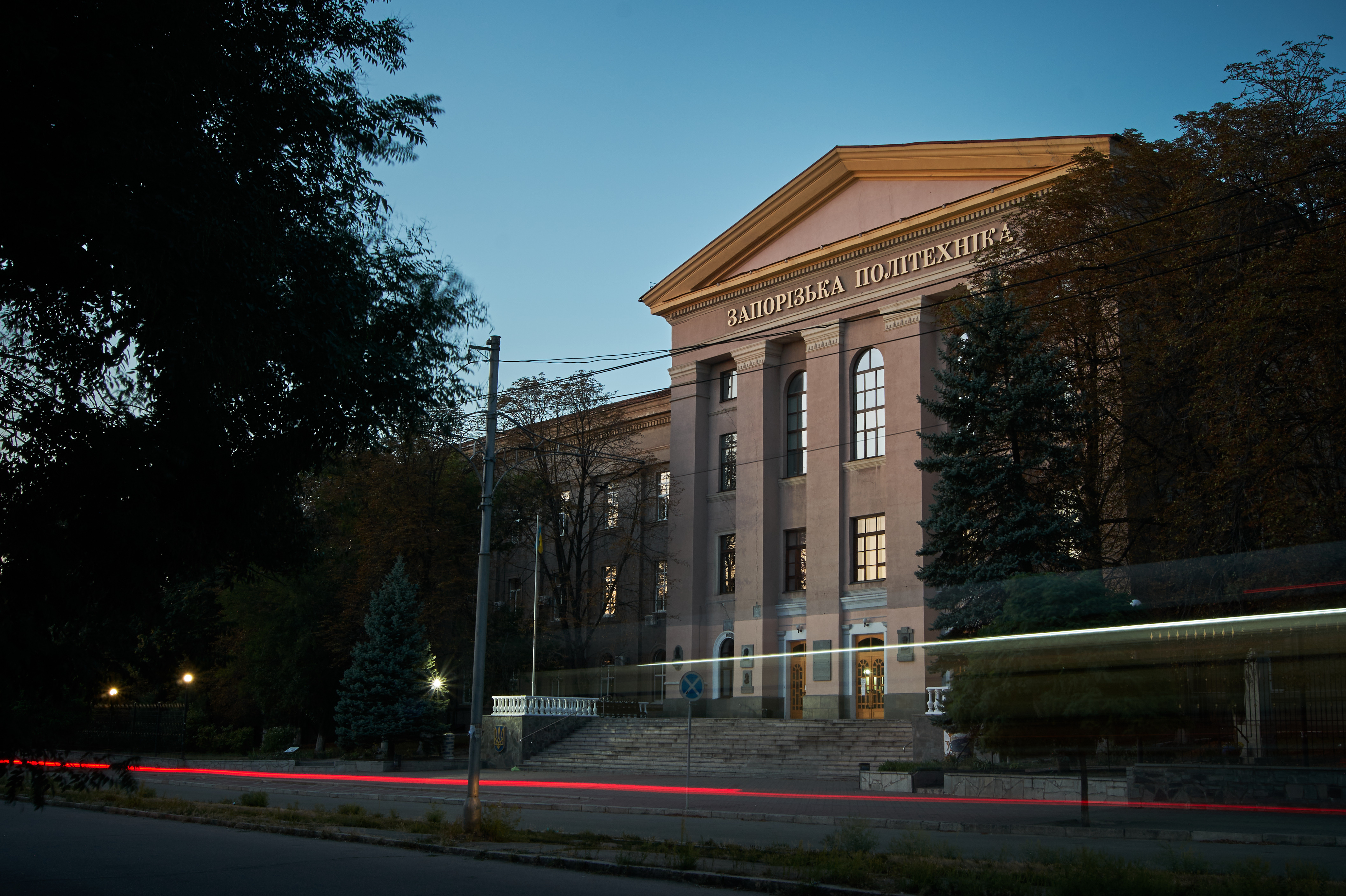
Фасад головного корпусу, 2021 рік

## Сьогодення університету
Університет готує фахівців за денною, заочною та дуальною формами здобуття вищої освіти. НУ «ЗП» наразі — це 5 інститутів, 13 факультетів; 65 кафедр; 9 навчально-лабораторних корпусів із новітнім обладнанням; 5 студентських гуртожитків на 2300 місць, у тому числі — один сімейний; бібліотека з книжковим фондом у понад один мільйон примірників літератури; розвинені інформаційні мережі з виходом у глобальну комп'ютерну систему Internet та мережу Міністерства освіти і науки України «Уран»; редакційно-видавничий відділ; комп'ютерна друкарня; дві спортивно-оздоровчі здравниці — на Дніпрі та Азовському узбережжі, санаторій-профілакторій, медичний центр, спортивний та харчовий комплекси, потужна адміністративно-господарська частина тощо.

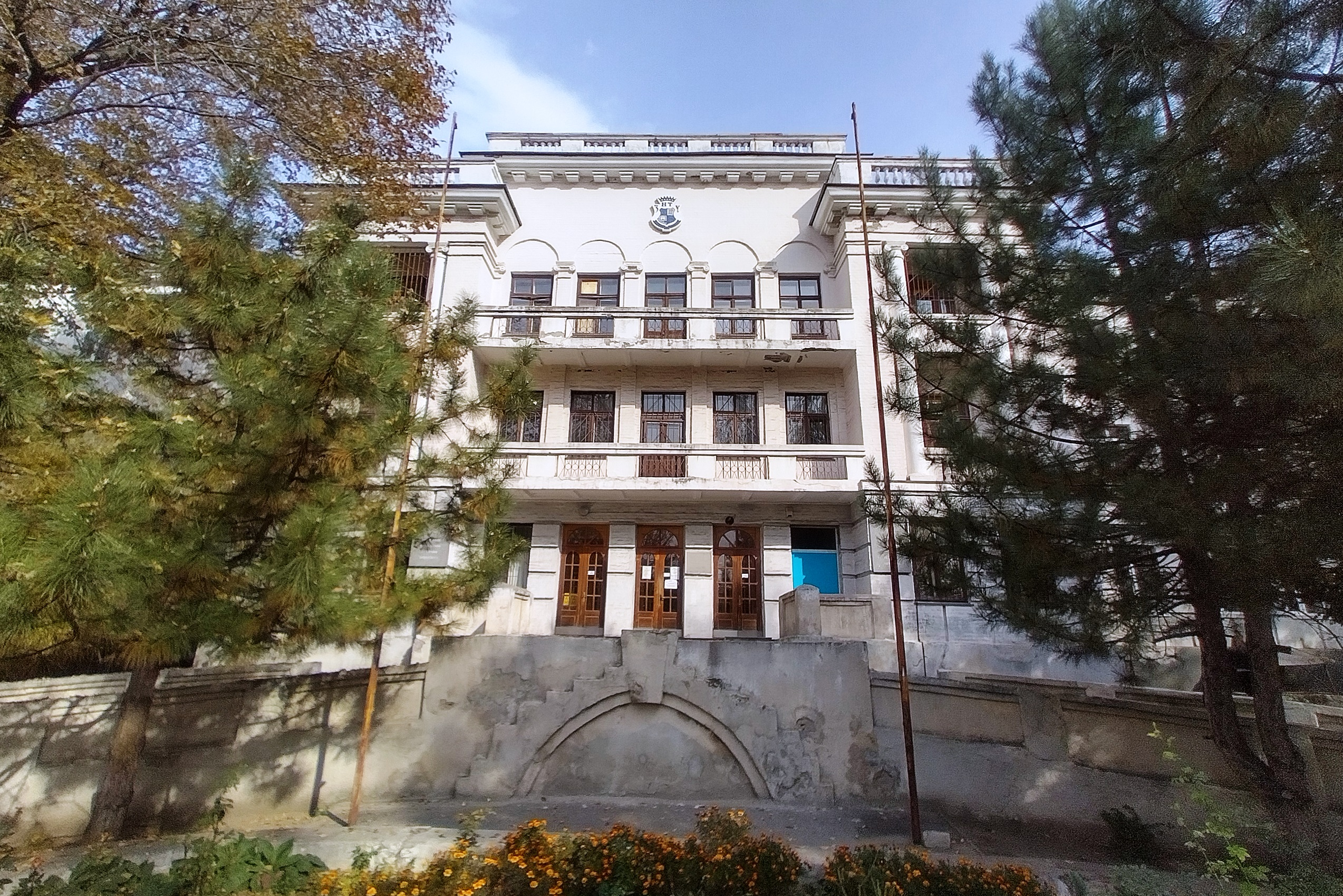
Корпус № 2 (вул. Гоголя, 64)

У бібліотеці університету відкрито зал електронної інформації. Користувачі можуть працювати з електронними копіями журналів та видань Інформелектро, мають доступ до повнотекстових журналів інформаційного центру EBSCO (EBSCO Information Services) та видавництва Springer (Springer Science+Business Media), є можливість роботи у віртуальних читальних залах провідних бібліотек світу.
В університеті за останні роки інтенсивно впроваджуються цифрові технології, значно зросла кількість сучасних комп'ютерів: зараз вона становить понад 650 одиниць. Такий показник відповідає сучасному західноєвропейському рівню.
Викладацький склад налічує понад 800 осіб, з яких 437 мають наукові ступені і вчені звання, в тому числі 58 доктори наук, професорів. Із числа викладачів 24 особи обрані дійсними членами і членами-кореспондентами Національної академії наук і галузевих академій України, 11 мають почесні звання заслужених діячів науки і техніки, заслужених працівників освіти, лауреатів Державної премії.
Нині в університеті здобувають освіту 11303 студенти, з них 7403 студенти — за денною формою.
Університет має військову кафедру з підготовки офіцерів запасу для Збройних сил України одночасно із здобуттям вищої освіти за денною формою. Підготовча робота з майбутніми абітурієнтами здійснюється у Центрі доуніверситетської підготовки у формах підготовчого відділення, підготовчих курсів, школи вихідного дня.
Навчально-науково-виробничий центр «Запорізький регіональний центр політехнічної освіти» здійснює підготовку та перепідготовку фахівців за чотирма спеціальностями. Особи, які вже мають вищу освіту, а також студенти денної форми здобуття освіти мають можливість одержати другу вищу освіту з отриманням відповідної кваліфікації.
Понад 1500 студентів здобувають вищу освіту заочно на факультетах університету.
З 1997 до 2020 роки університет очолював професор Сергій Бєліков. Під його керівництвом Університет став потужним освітнім і науково-дослідним комплексом, який оснащений сучасним дослідницьким обладнанням та виконує великий обсяг фундаментальних і прикладних досліджень. У ньому працюють відомі наукові школи в таких галузях: ливарне виробництво; матеріалознавство і термічна обробка; зварювальні процеси; радіотехніка і мікроелектроніка; механіка динамічних систем; теплотехніка; технічна кібернетика; фізика твердого тіла.
Університет видає науково-технічних журнали: «Нові матеріали в металургії та машинобудуванні», «Радіоелектроніка, інформатика, управління», «Електротехніка та електроенергетика».
29 грудня 2021 року, у другому турі виборів ректора, перемогу отримав професор кафедри фізичного матеріалознавства, кандидат технічних наук Віктор Грешта.
В університеті здійснюється підготовка наукових кадрів вищої кваліфікації в аспірантурі і докторантурі, працюють спеціалізовані вчені ради із захисту дисертацій.

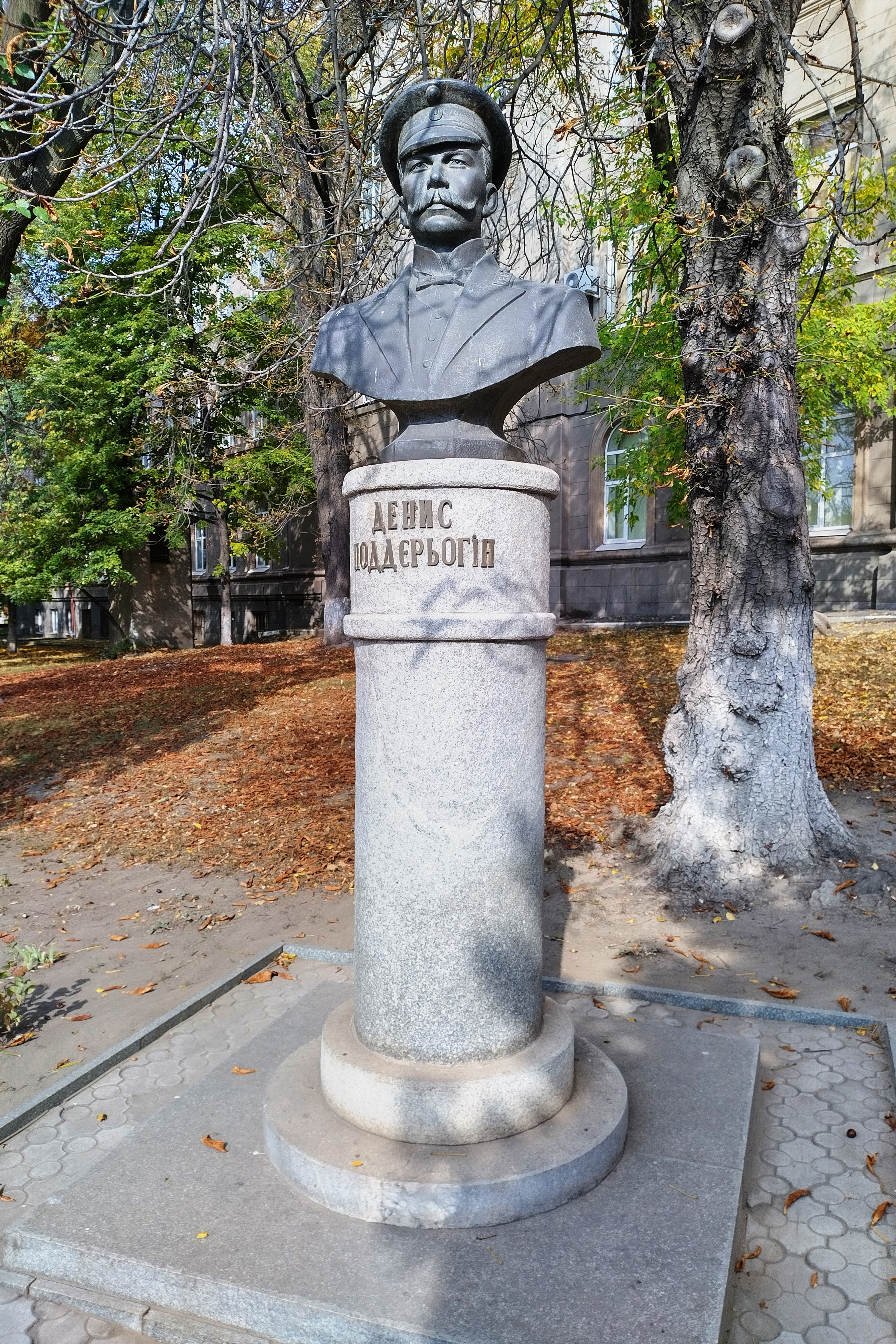
Погруддя Дениса Поддєрьогіна

За роки свого існування університет підготував понад 60 тисяч фахівців, серед яких майже 1000 — громадяни іноземних країн Азії, Африки, Європи, Латинської Америки. Підтримуються ділові, наукові, освітянські та культурні зв'язки із закладами вищої освіти Австрії, Бельгії, Іспанії, Китаю, Німеччини, Польщі, Румунії, Франції та інших країн.
При Національному університеті «Запорізька політехніка» створено «Запорізький регіональний центр політехнічної освіти», який об'єднує понад 40 шкіл, ліцеїв, коледжів, технікумів міста Запоріжжя та області. До складу НУ «ЗП» входять 5 фахових коледжів у Запоріжжі та Запорізькій області.
Відкрито навчальне відділення «Освіта для бізнесу», яке готує кадри для бізнес-структур.
У ніч на 1 травня 2025 року російські БПЛА влучили по території національного університету «Запорізька політехніка». Найбільше зазнав пошкоджень головний корпус — вибиті вікна, рами, двері, внутрішнє оснащення аудиторій та кафедр транспортного, електротехнічного, інженерно-фізичного, гуманітарного факультетів. У корпусі № 2 —  вибиті шибки, пошкоджені рами. Пошкоджені навчальні аудиторії в автомобільному корпусі; у студентському хабі «FREETIME» — пошкоджена система кондиціювання, світильники, внутрішні стіни та вікна; в іміджевому центрі університету — пошкодження через вибухову хвилю: тріщини в перегородках, вибиті вікна, локальні пошкодження обладнання.
7 липня 2025 року, як повідомила Запорізька ОВА, в результаті ворожого обстрілу пошкоджено корпус університету.

### Машинобудівний інститут
Машинобудівний факультет
До складу факультету належать випускові кафедри: технології машинобудування; технології авіаційних двигунів; металорізальних верстатів та інструментів; деталей машин і підйомно-транспортних механізмів; обробки металів тиском, а також загальноосвітня кафедра вищої математики.
Факультет здійснює підготовку фахівців за денною та заочною формами здобуття освіти з таких спеціальностей:
- 131 – «Прикладна механіка» (освітні програми: «Технології машинобудування», «Обладнання та технології пластичного формування конструкцій машинобудування»);
- 133 – «Галузеве машинобудування» (освітні програми: «Металорізальні верстати та системи»,

«Підйомно-транспортні, дорожні, будівельні, меліоративні машини і обладнання»);
- 134 – «Авіаційна та ракетно-космічна техніка» (освітні програми: «Авіаційні двигуни та енергетичні установки»; «Технології виробництва авіаційних двигунів та енергетичні установки»).

Транспортний факультет
До складу факультету належать випускові кафедри: автомобілів; транспортних технологій; двигунів внутрішнього згорання, а також загальноосвітня кафедра нарисної геометрії, інженерної та комп'ютерної графіки.
Факультет здійснює підготовку фахівців за денною та заочною формами здобуття освіти зі спеціальностей:
- 133 – «Галузеве машинобудування» (освітні програми: «Колісні та гусеничні транспортні засоби»; «Двигуни внутрішнього згорання»);
- 275 – «Транспортні технології» (освітні програми: «Транспортні технології (на автомобільному транспорті)»; «Транспортні технології (на залізничному транспорті)»).

### Фізико-технічний інститут
Факультет будівництва, архітектури та дизайну
До складу факультету належать випускові кафедри будівельного виробництва та управління проектами; дизайну; композиційних матеріалів, хімії та технологій; підприємництва, торгівлі та біржової діяльності, а також загальноосвітні кафедри механіки та охорони праці і навколишнього середовища.
Факультет здійснює підготовку фахівців за денною та заочною формами здобуття освіти з таких спеціальностей:
- 022 – «Дизайн» (освітня програма: «Дизайн»);
- 073 – «Менеджмент» (освітні програми: «Управління проектами»; «Менеджмент в будівництві»);
- 076 – «Підприємництво, торгівля та біржова діяльність» (освітні програми: «Економіка підприємства»; «Економіка агропромислових формувань»; «Підприємницька діяльність»);
- 132 – «Матеріалознавство» (освітня програма: «Композиційні та порошкові матеріали, покриття»);
- 191 – «Архітектура та містобудування» (освітня програма: «Архітектура та містобудування»);
- 192 – «Будівництво та цивільна інженерія» (освітня програма: «Промислове і цивільне будівництво»).

Інженерно-фізичний факультет
До складу факультету входять випускові кафедри: фізичного матеріалознавства; машин і технології ливарного виробництва; обладнання та технології зварювального виробництва.
Факультет здійснює підготовку фахівців за денною та заочною формами здобуття освіти з таких спеціальностей:
- 131 – «Прикладна механіка» (освітні програми: «Обладнання та технології ливарного виробництва»; «Технології та устаткування зварювання»; «Відновлення та підвищення зносостійкості деталей і конструкцій»);
- 132 – «Матеріалознавство» (освітні програми: «Прикладне матеріалознавство»; «Термічна обробка металів»);
- 136 – «Металургія» (освітня програма: «Ливарне виробництво чорних та кольорових металів і сплавів»);

Електротехнічний факультет
До складу факультету належать випускові кафедри: електропостачання промислових підприємств; електричних машин; електричних та електронних апаратів; електроприводу та автоматизації промислових установок, а також загальноосвітні кафедри: теоретичної і загальної електротехніки; фізики та іноземних мов.
Факультет здійснює підготовку фахівців зі спеціальності 141 – «Електроенергетика, електротехніка та електромеханіка» за такими освітніми програмами:
- «Електротехнічні системи електроспоживання»;
- «Енергетичний менеджмент»;
- «Електричні машини і апарати»;
- «Електромеханічне обладнання енергоємних виробництв»;
- «Електромеханічні системи автоматизації та електропривод».

### Інститут інформатики та радіоелектроніки
Факультет радіоелектроніки та телекомунікацій
До складу входять випускові кафедри: радіотехніки та телекомунікацій, мікро- та наноелектроніки, інформаційних технологій електронних засобів, захисту інформації, а також кафедра прикладної математики. Факультет здійснює підготовку фахівців за денною і заочною формами здобуття освіти зі спеціальностей:
- 125 – «Кібербезпека» (освітні програми: «Системи технічного захисту інформації, автоматизація її обробки», «Безпека інформаційних і комунікаційних систем»);
- 151 – «Автоматизація та комп'ютерно-інтегровані технології» (освітні програми: «Інтелектуальні мехатронні та робототехнічні системи», «Екологічні прилади та системи»);
- 152 – «Метрологія та інформаційно-вимірювальна техніка» (освітня програма «Якість, стандартизація та сертифікація»);
- 153 – «Мікро- та наносистемна техніка» (освітня програма: «Мікро- та наноелектронні прилади і пристрої»);
- 172 – «Телекомунікації та радіотехніка» (освітні програми: «Радіотехніка», «Інформаційні мережі зв'язку», «Телемедичні та біомедичні системи», «Радіоелектронні апарати та засоби»,

«Інтелектуальні технології мікросистемної радіоелектронної техніки»).
Факультет комп'ютерних наук і технологій
До складу факультету входять випускові кафедри: комп'ютерних систем та мереж; програмних засобів; системного аналізу та обчислювальної математики. Факультет здійснює підготовку фахівців за такими спеціальностями:
- 121 – «Інженерія програмного забезпечення» (освітні програми: «Програмне забезпечення систем», «Інженерія програмного забезпечення»);
- 122 – «Комп'ютерні науки» (освітні програми: «Інформаційні технології проектування»;

«Системи штучного інтелекту»);
- 123 – «Комп'ютерна інженерія» (освітні програми: «Комп'ютерні системи та мережі», «Спеціалізовані комп'ютерні системи»);
- 124 – «Системний аналіз» (освітня програма: «Інтелектуальні технології та прийняття рішень в складних системах»).

### Економіко-гуманітарний інститут
Факультет економіки та управління
До складу факультету належать випускові кафедри:  фінансів, банківської справи та страхування; обліку і оподаткування; менеджменту; маркетингу та логістики, а також загальноосвітні кафедри фізичної культури, олімпійських та неолімпійських видів спорту; економічної теорії та підприємництва.
Факультет здійснює підготовку фахівців зі спеціальностей:
- 071 – «Облік і оподаткування» (освітня програма «Облік і аудит»);
- 072 – «Фінанси, банківська справа та страхування» (освітня програма «Фінанси і кредит»);
- 073 – «Менеджмент» (освітня програма «Менеджмент організацій і адміністрування»);
- 075 – «Маркетинг» (освітня програма «Маркетинг»);
- 076 – «Підприємництво, торгівля та біржова діяльність» (освітня програма «Організація торгівлі та комерційна логістика»);
- 281 – «Публічне управління та адміністрування» (освітня програма «Регіональне управління»).

Гуманітарний факультет
До складу факультету належать випускові кафедри: міжнародних економічних відносин; теорії та практики перекладу, а також загальноосвітні кафедри: українознавства та загальної мовної підготовки; філософії; політології та права.
Факультет здійснює підготовку фахівців зі спеціальностей: 
- 035 Філологія (спеціалізація 035.041 Філологія (германські мови та літератури (переклад включно) перша – англійська));
- 292 Міжнародні економічні відносини (спеціалізація «Міжнародний бізнес»).

### Інститут управління і права
Факультет міжнародного туризму та економіки
До складу факультету належать випускові кафедри: туристичного, готельного та ресторанного бізнесу; економіки та митної справи, а також загальноосвітні кафедри:  інформаційних технологій в туризмі; іноземних мов професійного спілкування.
Факультет здійснює підготовку фахівців зі спеціальностей:
- 051 – «Економіка» (освітні програми: «Управління персоналом та економіка праці»; «Цифрова економіка та електронний бізнес»; «Митна справа»);
- 076 – «Підприємництво, торгівля та біржова діяльність» (освітня програма «Економіка та організація електронної торгівлі та біржової діяльності»);
- 241 – «Готельно-ресторанна справа» (освітня програма «Готельно-ресторанна справа»);
- 242 – «Туризм» (освітня програма «Туризмознавство»)

Факультет управління фізичною культурою та спортом
До складу факультету належать випускові кафедри: управління фізичною культурою та спортом; фізичної терапії та ерготерапії; спеціальної освіти.
Факультет здійснює підготовку фахівців зі спеціальностей
- 016 – «Спеціальна освіта» (освітня програма «Корекційна освіта»);
- 017 – «Фізична культура і спорт» (освітня програма «Фізичне виховання»);
- 227 – «Фізична реабілітація» (освітня програма «Фізична терапія, ерготерапія»).

Юридичний факультет
До складу факультету належать випускові кафедри: кримінального, цивільного та міжнародного права; конституційного, адміністративного та трудового права; загальноправових та політичних наук.
Факультет здійснює підготовку фахівців зі спеціальностей:
- 081 – «Право» (освітня програма «Правознавство»);
- 262 – «Правоохоронна діяльність» (освітня програма «Правоохоронна діяльність»);
- 052 – «Політологія» (освітня програма «Політологія»).

Факультет соціальних наук
До складу факультету належать випускові кафедри: соціальної роботи; психології; журналістики.
Факультет здійснює підготовку фахівців зі спеціальностей:
- 053 – «Психологія» (освітня програма «Психологія»);
- 061 – «Журналістика» (освітня програма «Журналістика»);
- 231 – «Соціальна робота» (освітня програма «Соціальна робота»);
- 232 – «Соціальне забезпечення» (освітня програма «Управління соціальним закладом»).

## Кампуси і корпуси
Університетське містечко розташоване на площі 14,2 гектарів з зонуванням території:
- навчальна — 7,8 га;
- житлова з розміщенням гуртожитків — 2,25 га;
- оздоровча — 3,8 га;
- інше — 0,35 га.

На цій площі розміщено 7 навчальних корпусів, спортивний комплекс, адміністративний та господарський корпус.
Університет має 5 гуртожитків з житловою площею 25 тис. м² та забезпечує 100 % поселення студентів. До одного з гуртожитків поселяються сімейні студенти.
У головному корпусі університету розміщені їдальня, актова зала, редакційно-видавничий відділ, центр інформаційних технологій, а також аудиторії, лабораторії, комп'ютерні класи. Кількість основних комп'ютерних класів кафедрального та факультетського рівнів в університеті — 43. Комп'ютери також використовуються в багатьох лабораторіях університету, де поєднується лабораторне обладнання з комп'ютерним при дослідженні різних алгоритмів та технологій. Загальна кількість сучасних комп'ютерів, які використовуються в навчальному процесі, становить 1430 шт. В університеті впроваджена інформаційна технологія Wi-Fi.
Крім того, університет є лідером серед усіх ВНЗ України з використання кластера НТУУ «КПІ». У доповіді наукового керівника Центру суперкомп'ютерних обчислень проф. Петренка А. І. була наведена інформація щодо використання потужності кластера різними установами. Згідно з діаграмою, наведеною в доповіді, наприклад, у 2009 році Університет використав понад 15 відсотків процесорного часу кластера НТУУ «КПІ».
Наукова бібліотека має 4 абонементи, 8 читальних залів на 454 місця. Загальний фонд бібліотеки становить 933742 примірники. Комп'ютерна мережа бібліотеки налічує 2 сервери, 7 сканерів, 7 принтерів, 2 ксерокси та 76 комп'ютерів, об'єднаних в єдину інформаційну мережу. Електронна бібліотека університету ефективно поповнюється електронними підручниками і навчально-методичними матеріалами, які розробляються викладачами університету.

## Ректори
- Поддєрьогін Денис Миколайович (1900—1920)
- Павлюк Антон Маркевич (1920—1925)
- Льовочкін Сергій Микитович (1925—1927)
- Зайдель Наум Соломонович (1928—1932)
- Філатов Ф. Й. (1932—1935)
- Ісаков Леонід Георгійович (1935—1944)
- Бодзич Мануїл Йосипович (1944—1957)
- Михайлов Павло Андрійович (1957—1978)
- Попов Веніамін Степанович (1978—1993)
- Краснокутський Петро Григорович (1993—1997)
- Бєліков Сергій Борисович (1997—2020)
- Яримбаш Сергій Тимофійович (т.в.о. до призначення нового ректора, 2021)
- Грешта Віктор Леонідович (з 12 січня 2022 року)[8].

## Почесні доктори, професори та випускники
- Бахрушин Володимир Євгенович — доктор фізико-математичних наук, професор, заслужений працівник освіти України.
- Бєліков Сергій Борисович — ректор Національного університету «Запорізька політехніка» з 1998 по 2020 рр., доктор технічних наук, професор, заслужений працівник освіти України, лауреат Державної премії в галузі науки і техніки.
- Богуслаєв Вячеслав Олександрович — колишній український політик, народний депутат 5-го, 6-го, 7-го та 8-го скликань, доктор технічних наук, професор. Російський колаборант. Екс-керівник ПАТ «Мотор Січ». Академік АІНУ.
- Бочелюк Віталій Йосипович — доктор психологічних наук, професор, завідувач кафедри психології Запорізького національного технічного університету. Заслужений працівник освіти України (2019)[9].
- Горбань Олександр Миколайович — завідувач кафедри, доктор фізико-математичних наук, професор
- Гонтаренко Володимир Іванович — проректор, кандидат технічних наук, професор
- Євдокименко Микола Михайлович — депутат Запорізької обласної ради VI скликання, голова правління ЗАТ «ЗАЗ», заступник голови постійної комісії з питань економічного розвитку, промислової політики та інвестицій при Запорізькій облраді[10].
- Живов Лев Іванович — засновник та перший завідувач кафедри машин і технології обробки металів тиском (1960—1976).
- Завада Богдан Олексійович — лейтенант Національної гвардії України, Герой України (2014, посмертно).
- Карпуков Леонід Матвійович — доктор технічних наук, професор, завідувач кафедри захисту інформації.
- Карташов Євген Григорович — український державний діяч, голова Запорізької облдержадміністрації (1999, 2001—2003), Надзвичайний і Повноважний Посол України в Республіці Казахстан, мер міста Запоріжжя (2003—2010).
- Клейнер Ігор Саулович — генеральний директор ВАТ «Запоріжтрансформатор», депутат Запорізької обласної ради[11].
- Коваль Анатолій Данилович — доктор технічних наук, професор, заслужений діяч науки і техніки України[12]
- Куратченко Володимир Олександрович — генеральний директор виробничого об'єднання «Радіоприлад» (1990—1997), голова Запорізької облдержадміністрації (1998—1999), 1-й віце-прем'єр-міністр України (1999), голова Запорізької облдержадміністрації (1999—2000).
- Куценко Владислав Ігорович — український прокурор, юрист, економіст, правозахисник, кандидат наук. Екс-депутат Запорізької районної ради (2014) — помічник Міністра юстиції України. З червня 2015 прокурор Генеральної Прокуратури України, помічник Генерального прокурора України, заступник начальника Департаменту забезпечення діяльності керівництва (заступник керівника Апарату) Генеральної прокуратури України. Координував ряд гучних справ та домігся повернення до державної власності «Розумівського лісу» та історичних берегів річки «Кінська» («Конка»). Відомий також, як ініціатор відкриття «справи проти Гонтаревої». Кавалер ордену Святого Юрія Переможця (Георгия Победоносца) «За боротьбу зі злом» Української Православної Церкви Київського Патріархату.
- Лакомський Віктор Йосипович — член-кореспондент НАНУ, керівник відділу плазмотехнологій Інституту електрозварювання ім. Є. Патона[13].
- Майорець Анатолій Іванович — радянський державний і господарський діяч, депутат Верховної Ради СРСР 10—11 скликань, кандидат у члени ЦК КПРС (1981—1986), член ЦК КПРС  (1986—1990), міністр електротехнічної промисловості СРСР (1980—1985), міністр енергетики і електрифікації СРСР (1985—1989)
- Малєв Валерій Іванович — український державний діяч, член Ради національної безпеки та оборони України (1996—2002).
- Марченко Владислав Петрович — заступник голови Запорізької обласної ради[14], член «Партії „Об'єднання Самопоміч“».
- Натапов Борис Соломонович — засновник і завідувач кафедри металознавства та технології металів (1945—1976; 1980—1983), доктор технічних наук[15]
- Омельченко Василь Іванович — директор Запорізького моторобудівного заводу (1958—1974), генеральний директор Запорізького виробничого об'єднання «Моторобудівник» (1974—1988), доктор технічних наук (1977), професор (1982), заслужений діяч науки УРСР (1978), Герой Соціалістичної Праці (1966), Почесний авіабудівник (1986).
- Пейчев Георгій Іванович — перший заступник керівника, головний інженер державного підприємства Запорізьке машинобудівне конструкторське бюро «Івченко-Прогрес»[16].
- Петров Борис Федорович — голова Запорізької обласної державної адміністрації у 2010—2011 рр.
- Пресняк Ігор Степанович — директор Казенного підприємства "Науково-виробничий комплекс «Іскра»".
- Смирний Юрій Іванович — учасник руху шістдесятництва, мистецтвознавець
- Шульте Юрій Августович — доктор технічних наук, професор, член-кореспондент Академії наук УРСР, лауреат Ленінської премії, заслужений діяч науки і техніки.
- Юдович Симон Захарович — співфундатор кафедри машин і технології обробки металів тиском, доктор технічних наук.

## Нагороди та репутація
Університет присутній у багатьох рейтингах вищої освіти України. Інтегрована за рейтингами оцінка Національного університету «Запорізька політехніка» вища від середньої по Україні. Університет є провідним закладом вищої освіти на Південному Сході України. За рейтингом ТОП-200 університетів України у 2021 році посів 35-те місце